# 上田淳
上田 淳（うえだ じゅん、1951年12月20日 - ）は、日本の実業家。宇部三菱セメント株式会社代表取締役社長を務めた。

## 人物・経歴
山口県出身。1975年中央大学法学部卒業、宇部興産（現・UBE）入社。1998年から宇部三菱セメント（現・UBE三菱セメント）に出向となり、名古屋支店副支店長、東京支店副支店長を経て、2011年常務取締役に昇格。2014年代表取締役副社長。2016年から代表取締役社長を務め、セメント市況の低迷が続く中、中期経営計画を推し進め、販売店の後継者不足問題などへの対応を行った。2018年取締役相談役。